# Phyllophaga blanda
Phyllophaga blanda är en skalbaggsart som beskrevs av Ivan T. Sanderson 1958. Phyllophaga blanda ingår i släktet Phyllophaga och familjen Melolonthidae. Inga underarter finns listade i Catalogue of Life.